# Associazione Sportiva Frosinone 1987-1988
Questa pagina raccoglie le informazioni riguardanti l'Associazione Sportiva Frosinone nelle competizioni ufficiali della stagione 1987-1988.

## Rosa
| N. |                   | Ruolo | Calciatore           |
| -- | ----------------- | ----- | -------------------- |
|    | Italia (bandiera) | C     | Giuseppe Bellini     |
|    | Italia (bandiera) | A     | Gerardo Berardi      |
|    | Italia (bandiera) | D     | Natale Bonventre     |
|    | Italia (bandiera) | P     | Marco Cari           |
|    | Italia (bandiera) | C     | Antonio Colagiovanni |
|    | Italia (bandiera) | C     | Giuseppe Cristiano   |
|    | Italia (bandiera) | A     | Giorgio Davato       |
|    | Italia (bandiera) |       | De Carolis           |
|    | Italia (bandiera) | P     | Ernesto De Felici    |
|    | Italia (bandiera) | C     | Fabrizio Falco       |
|    | Italia (bandiera) | A     | Luciano Gaudino      |

| N. |                   | Ruolo | Calciatore          |
| -- | ----------------- | ----- | ------------------- |
|    | Italia (bandiera) | D     | Massimo Lattuca     |
|    | Italia (bandiera) | C     | Luciano Malaman     |
|    | Italia (bandiera) | C     | Massimiliano Natale |
|    | Italia (bandiera) | D     | Filippo Orlando     |
|    | Italia (bandiera) | D     | Massimo Pietrantoni |
|    | Italia (bandiera) | A     | Giuseppe Pizzuto    |
|    | Italia (bandiera) | D     | Maurizio Poli       |
|    | Italia (bandiera) | D     | Pierluigi Prete     |
|    | Italia (bandiera) | D     | Edgardo Sanchi      |
|    | Italia (bandiera) | D     | Pasquale Viscido    |

## Risultati

### Campionato

#### Girone di andata
| 20 settembre 1987 1ª giornata | Frosinone | 1 – 1 | Foggia |  |

| 27 settembre 1987 2ª giornata | Cagliari | 3 – 1 | Frosinone |  |

| 4 ottobre 1987 3ª giornata | Frosinone | 3 – 1 | Salernitana |  |

| 11 ottobre 1987 4ª giornata | Campobasso | 2 – 0 | Frosinone |  |

| 18 ottobre 1987 5ª giornata | Frosinone | 2 – 1 | Reggina |  |

| 25 ottobre 1987 6ª giornata | Campania Puteolana | 1 – 1 | Frosinone |  |

| 1º novembre 1987 7ª giornata | Frosinone | 1 – 1 | Casertana |  |

| 8 novembre 1987 8ª giornata | Teramo | 1 – 3 | Frosinone |  |

| 15 novembre 1987 9ª giornata | Frosinone | 2 – 3 | Ischia Isolaverde |  |

| 22 novembre 1987 10ª giornata | Frosinone | 2 – 0 | Cosenza |  |

| 29 novembre 1987 11ª giornata | Catania | 0 – 1 | Frosinone |  |

| 6 dicembre 1987 12ª giornata | Brindisi | 0 – 1 | Frosinone |  |

| 13 dicembre 1987 13ª giornata | Frosinone | 1 – 1 | Francavilla |  |

| 20 dicembre 1987 14ª giornata | Torres | 3 – 1 | Frosinone |  |

| 3 gennaio 1988 15ª giornata | Frosinone | 2 – 1 | Nocerina |  |

| 10 gennaio 1988 16ª giornata | Monopoli | 1 – 0 | Frosinone |  |

| 17 gennaio 1988 17ª giornata | Frosinone | 0 – 0 | Licata |  |

#### Girone di ritorno
| 24 gennaio 1988 18ª giornata | Foggia | 2 – 1 | Frosinone |  |

| 31 gennaio 1988 19ª giornata | Frosinone | 1 – 0 | Cagliari |  |

| 7 febbraio 1988 20ª giornata | Salernitana | 2 – 1 | Frosinone |  |

| 21 febbraio 1988 21ª giornata | Frosinone | 1 – 0 | Campobasso |  |

| 28 febbraio 1988 22ª giornata | Reggina | 1 – 1 | Frosinone |  |

| 6 marzo 1988 23ª giornata | Frosinone | 1 – 0 | Campania Puteolana |  |

| 13 marzo 1988 24ª giornata | Casertana | 1 – 0 | Frosinone |  |

| 20 marzo 1988 25ª giornata | Frosinone | 1 – 1 | Teramo |  |

| 2 aprile 1988 26ª giornata | Ischia Isolaverde | 1 – 1 | Frosinone |  |

| 10 aprile 1988 27ª giornata | Cosenza | 2 – 0 | Frosinone |  |

| 17 aprile 1988 28ª giornata | Frosinone | 1 – 0 | Catania |  |

| 24 aprile 1988 29ª giornata | Frosinone | 1 – 2 | Brindisi |  |

| 8 maggio 1988 30ª giornata | Francavilla | 0 – 0 | Frosinone |  |

| 15 maggio 1988 31ª giornata | Frosinone | 0 – 0 | Torres |  |

| 22 maggio 1988 32ª giornata | Nocerina | 2 – 1 | Frosinone |  |

| 29 maggio 1988 33ª giornata | Frosinone | 1 – 0 | Monopoli |  |

| 5 giugno 1988 34ª giornata | Licata | 2 – 0 | Frosinone |  |